# Eva Schloss
Eva Schloss, född Geiringer 11 maj 1929 i Wien i Österrike, är en österrikisk-brittisk författare samt överlevare från Förintelsen. Hon är sedan 1951 bosatt i London.

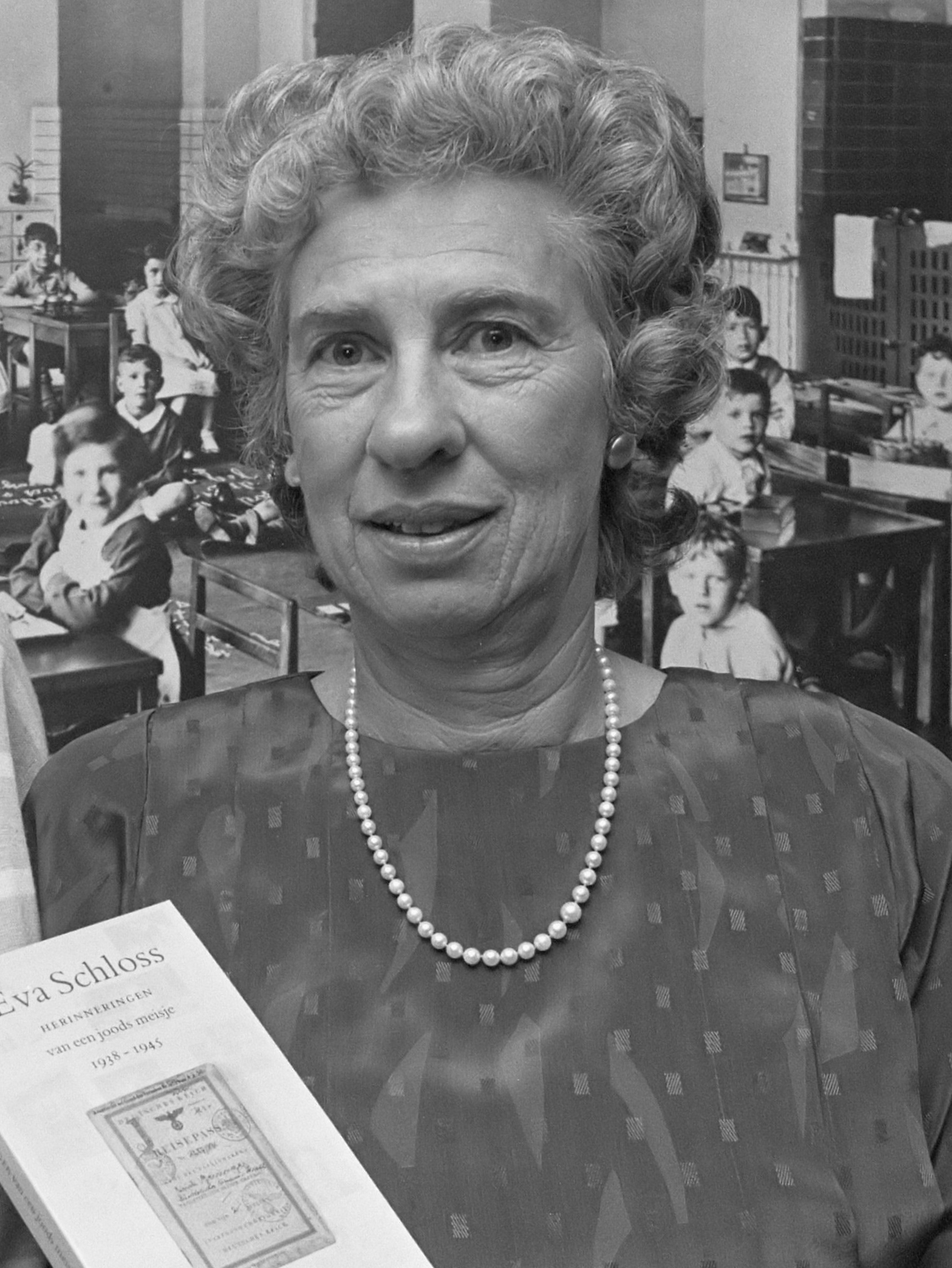
Eva Schloss (1989)

## Biografi
Eva Schloss växte upp i en judisk familj bestående av fadern Erich Geiringer, modern Elfriede (Fritzi), född Markowits, och brodern Heinrich Geiringer. Familjen drabbades av den ökande antisemitismen, och i och med Nazitysklands annektering av Österrike våren 1938 blev situationen ohållbar och familjen emigrerade till Belgien och vidare till Amsterdam i Holland, där de blev grannar med familjen Otto Frank. Nazityskland ockuperade Holland 1940 och när förföljelsen av judar intensifierades 1942 tvingades bägge familjerna Frank och Geiringer gå under jorden. I maj 1944 blev familjen Geiringer förrådda och sändes till koncentrationslägret i Auschwitz-Birkenau, där hennes far och bror senare dog under dödsmarschen till Mauthausen. Eva Schloss och hennes mor räddades av den ryska armén i januari 1945.
Efter kriget kom hon till Amsterdam där hon studerade konsthistoria vid Amsterdams universitet, och flyttade 1951 till London där hon arbetade som fotograf. Hon gifte sig 1952 med Zvi Schloss. Ett år senare, 1953, gifte sig hennes mor med Otto Frank, far till Anne Frank. Eva Schloss presenterar sig själv som styvsyster till den döda Anne Frank.
Schloss avstod länge från att tala om sina upplevelser under kriget och det dröjde till 1988 innan hon, efter påtryckningar från vänner och make, lät publicera boken Eva's Story om sina upplevelser. Boken har sedan översatts till bland annat svenska och tyska. 
1995 skapade hon i samarbete med dramatikern James Still And Then They Came for Me: Remembering the World of Anne Frank, som handlar om fyra tonåringar under förintelsen.
Hon har därefter skrivit ytterligare två böcker och hållit föredrag runt om i världen vid mer än 1 000 tillfällen och är alltjämt (2023) aktiv som talare.